# Johan Manuel av Portugal
Johan Manuel av Portugal, född 1537, död 1554, var en Portugals tronföljare 1537-1554. 
Han var son till Johan III av Portugal och Katarina av Österrike (1507–1578), gift 1552 med Johanna av Österrike (1535–1573), och far till Sebastian I av Portugal. 